# JooE
Pour les articles homonymes, voir Lee.
Dans ce nom coréen, le nom de famille, Lee, précède le nom personnel.
Lee Joo-won, dite JooE née le 18 août 1999 à Séoul, est une chanteuse sud-coréenne et membres du groupe de Momoland de 2016 à 2022.

## Biographie

### Jeunesse et formation
Née à Séoul. Elle a un frère aîné il s'appelle Lee Min Jae. elle avait subi une rhinoplastie avant de rejoindre MLD Entertainment (en). Elle également cité IU comme son modèle.
Le 9 février 2018, elle est diplômée de la Hanlim Multi Art School.

### Carrière professionnelle
Le 10 novembre 2016, aux côtés de Nancy et Yeonwoo, ils ont fait leurs débuts officiels avec Momoland.
En 2018, elle est apparue dans King of Mask Singer par MBC.
Le 14 février 2022, Momoland officiellement annoncé sa dissolution.
En juin 2023, elle participé en tant que candidate au Queendom Puzzle (en) de Mnet, devenant ainsi la seule candidate à ne pas être représentée par une société de divertissement.
Elle également tourné une publicité pour le soda pétillant de Tropicana.